# Јавна лиценца LaTeX пројекта
Јавна лиценца LaTeX пројекта (LPPL) је софтверска лиценца оригинално написана за LaTeX систем. Софтвер се дистрибуирао под условима да се LPPL може посматрати као слободни софтвер, мада није копилефт.
Поред LaTeX основног система, LPPL се такође користи за трећину  LaTeX пакета. Други софтверски пројекти осим LaTeX га слабо користе.

## Јединствене карактеристичне дозволе
LPPL је расла од оригиналне лиценце Доналда Кнута за TeX, у којој се наводи да се изворни код за TeX може користити у било коју сврху, али да систем направљен њом мора да садржи 'TeX' ако је стриктно у складу са његовим канонским програмом. Разлог за ово ограничавање је био да се осигура да ће документи писани за TeX бити читљиви у блиској будућности, и заиста TeX и његови наставци ће и даље компилирати документа писана од почетка 1980-их година и произвести излаз како треба. Цитирајући Frank Mittelbach, главног аутора лиценце: LPPL покушава да сачува чињеницу да се тако нешто као што је језик LaTeX који се користи за комуникацију, ако сте написали LaTeX документ можете очекивати да се пошаље мени и да ради као код тебе.
Најнеобичнији део LPPL — и подједнако најконтраверзнији — клаузула: Не смете дистрибуирати измењену датотеку са оригиналном датотеком. Неки људи негирају да је LPPL лиценца за слободни софтвер. Посебно дебијан линукс заједница сматра да је у 2003. години изузимајући LaTeX од своје основне дистрибуције.
Како год, верзија 1.3 LPPL је ослабила ово ограничење. Сада је само потребно да се модификоване компоненте идентификују "јасно и недвосмислено" као модификоване верзије, у извору, као и када се позива на неку врсту интерактивног режима. Промену имена дела се и даље препоручује.
У циљу континуитета пројекта у случају да носилац ауторских права више не жели да одржи рад, одржавање може да се пренесе на другог. Ово може бити проглашено од стране носиоца ауторских права или, у случају да носилац ауторских права више није у стању да буде контактиран, по појединачном преузимању одржавања, са три месеца после њихове јавне намере да преузме одржавање. Модификујућа клаузула горе наведена не важи за текући рад.

## Власници ауторских права
Пројекат LaTeX има ауторска права за текст LPPL, али не задржава ауторска права за рад објављена под LPPL. Аутор дела полаже ауторска права на рад, и одговоран је за спровођење било каквих коришћења лиценци (или не).
За разлику од радова објављен под LPPL, сама LPPL није довољно модификована. Док је дозвољено копирање и дистрибуција, мењање текста LPPL није. Међутим, може да се користи као модел за остале лиценце под условом да не упућују на LPPL.